# Duval County, Florida
Duval County är ett administrativt område i delstaten Florida, USA. År 2010 hade countyt 864 263 invånare. Den administrativa huvudorten (county seat) är Jacksonville.
Naval Air Station Jacksonville och Naval Station Mayport är belägna i countyt.

## Geografi
Enligt United States Census Bureau har countyt en total area på 2 378 km². 2 004 km² av den arean är land och 374 km² är vatten.

### Angränsande countyn
- Nassau County - nord
- St. Johns County - sydöst
- Clay County - sydväst
- Baker County - väst

### Orter
- Jacksonville Beach
- Neptune Beach